# Словенске Правно
Словенске Правно (словац. Slovenské Pravno) — село, громада округу Турчянське Тепліце, Жилінський край. Кадастрова площа громади — 17.17 км².
Населення 925 осіб (станом на 31 грудня 2018 року).

## Історія
Словенске Правно згадується 1113 року.

## Географія
Протікають річки Ясеніца; Сокол і Брештянка.

## Населення
| Рік:            | 1994. | 2004.   | 2014.   | 2024.   |
| --------------- | ----- | ------- | ------- | ------- |
| Кількість осіб: | 957   | 952     | 940     | 878     |
| Різниця:        |       | -0,52 % | -1,26 % | -6,59 % |

| Рік:            | 2023. | 2024.   |
| --------------- | ----- | ------- |
| Кількість осіб: | 887   | 878     |
| Різниця:        |       | -1,01 % |